# المخزن (عبد الغاية سواحل)
المخزن هي إحدى مشيخات المملكة المغربية، تتبع جغرافيا لإقليم الحسيمة وإداريًا لعبد الغاية سواحل. يقدر عدد سكانها بـ 6,037 نسمة حسب الإحصاء الرسمي للسكان والسكنى لسنة 2004.